# Meropogon forsteni
Meropogon forsteni là một loài chim trong họ Meropidae.